# Festival d'Angoulême 2025
Le 52e festival international de la bande dessinée d'Angoulême a lieu du 30 janvier 2025 au 2 février 2025.

## Palmarès

### Grand prix de la ville d'Angoulême
Le trio d'autrices arrivées en tête des suffrages exprimés au premier tour est :
- Alison Bechdel
- Catherine Meurisse
- Anouk Ricard

Au second tour, Anouk Ricard remporte le grand prix de la ville d'Angoulême.

### Prix René-Goscinny
- Meilleur scénariste : Serge Lehman pour Les Navigateurs, dessin de Stéphane De Caneva, Delcourt
- Jeune scénariste : Elizabeth Holleville

### Prix officiels

#### Fauves d'honneur
- John Romita Jr.

#### Grand jury
L'actrice Zabou Breitman a dirigé le grand jury composé de la dessinatrice de presse Coco, la journaliste Charlotte Pudlowski, l'autrice Catel Muller, l'auteur de bande dessinée et dessinateur de presse Julien Berjeaut (alias Jul), la journaliste et présentatrice Camille Diao et le libraire et blogueur « Le Libraire se cache ».

#### Palmarès officiel (Fauves d'Angoulême)
- Fauve d'or : prix du meilleur album : Luz, pour Deux Filles nues (Albin Michel)
- Fauve spécial du jury : Jean-Christophe Deveney et Tommy Redolfi, pour Les Météores (Delcourt)
- Fauve de la série : Shintaro Kago, pour Dementia 21, t. 2 (Huber)
- Fauve révélation : Camille Plotte, pour Ballades (Atrabile)
- Fauve des lycéens : Élizabeth Holleville et Iris Pouy, pour Contes de la mansarde (L’Employé du moi)
- Fauve - Prix du public France télévisions : Alix Garin, pour Impénétrable (Le Lombard)
- Fauve patrimoine : Lynda Barry, pour Come over, come over (Çà et là)
- Fauve bande dessinée alternative : Hairspray magazine et Fanatic female frustration

#### Grand jury Jeunesse
L'écrivain, scénariste et illustrateur français Antoine Dole, (alias Mr Tan) présidait le grand jury jeunesse composé de la chanteuse Joyce Jonathan, l'autrice Élodie Shanta, l'illustrateur Yomgui Dumont, l'artiste, compositeure et comédienne Emmylou Homs, la journaliste Louise Tourret et la libraire Marion Speiser.

##### Prix jeunesse
- Fauve jeunesse : Michaël Crouzat et Laurent Galandon pour Retour à Tomioka (Jungle)

#### Jury Éco-Fauve Raja
La journaliste et animatrice télé Carole Tolila présida le Jury Éco-Fauve Raja composé de l'auteur de bande dessinée Singeon, la spécialiste en design intérieur durable Nina Chardin, l'auteur Guillaume Lopez, l'experte en changement climatique et sécurité Sofia Kabbej et l'ingénieur et auteur Pierre Rouvière.

##### Prix Éco-fauve Raja
- Éco-fauve Raja : Martin Boudot et Sébastien Piquet, pour Vert de rage, les enfants du plomb (Michel Lafon)

#### Jury Fauve Polar SNCF Voyageurs
L'actrice et doubleuse Véronique Augereau présida le Jury Fauve Polar SNCF Voyageurs composé de l'auteur Luc Jacamon, l'auteur Christophe Dabitch, l'écrivante Sandrine Destombes et l'autrice Anne-Laure Saux.

##### Prix Fauve Polar SNCF Voyageurs
- Fauve polar SNCF voyageurs : Romain Renard, pour Revoir Comanche (Le Lombard)

#### Compétition officielle
La compétition officielle de cette édition comporte 82 albums.

##### Sélection officielle
- Adieu mon royaume, de Marcel Shorjian (6 pieds sous terre)
- Alison, à coups de pinceau, de Lizzy Stewart (Helvetiq)
- Antipodes, de David B. et Éric Lambé (Casterman)
- Au-dedans, de Will McPhail (404 Comics)
- Ballades, de Camille Plotte (Atrabile)
- Berserk t. 42, de Kentarō Miura et Studio Gaga (Glénat)
- Le Camarade Coucou, d’Anke Feuchtenberger (Futuropolis)
- Comme une pierre, de Luckas Iohanathan (iLatina)
- Connexions t. 2, de Pierre Jeanneau (Tanibis)
- Contes de la mansarde, d’Élizabeth Holleville et Iris Pouy (L’Employé du moi)
- Les Contes de la pieuvre t. 4, de Gess (Delcourt)
- Croissant amoureux, de Yasutoshi Kurokami (The Hoochie Coochie)
- Dementia t. 2, de Shintaro Kago (Huber)
- Deux Filles nues, de Luz (Albin Michel)
- L’Écran blanc, d’Enrico Pinto (Presque Lune)
- En territoire ennemi, de Carole Lobel (L’Association)
- L’Expert, de Jennifer Daniel (Casterman)
- La Forteresse volante, de Lorenzo Palloni et Miguel Vila (Sarbacane)
- Grandville t. 5, de Bryan Talbot (Delirium)
- La Harde, de Marijpol (Atrabile)
- Hirayasumi t. 4, de Keigo Shinzō (Le Lézard noir)
- Impénétrable, d’Alix Garin (Le Lombard)
- Les Indomptés, de Blutch (Lucky Comics)
- L’Intranquille Monsieur Pessoa, de Nicolas Barral (Dargaud)
- Land t. 7, de Kazumi Yamashita (Mangetsu)
- Madeleine, résistante t. 3, de Madeleine Riffaud, Jean-David Morvan et Dominique Bertail (Dupuis)
- Mean Girls Club : La vague rose, de Ryan Heshka (Les Requins Marteaux)
- Les Météores, de Jean-Christophe Deveney et Tommy Redolfi (Delcourt)
- Moonshine t. 5, de Brian Azzarello et Eduardo Risso (Urban Comics)
- Mourir pour la cause, de Chris Oliveros (Pow Pow)
- Pour une fraction de seconde, de Guy Delisle (Delcourt)
- La Pythie vous parle, de Liv Strömquist (Rackham)
- Le Roi Méduse t. 1, de Brecht Evens (Actes Sud)
- La Route, de Manu Larcenet, d’après Cormac McCarthy (Dargaud)
- Saint-Elme t. 5, de Serge Lehman et Frederik Peeters (Delcourt)
- Saturn Return t. 10, de Akane Torikai (Akata)
- Souffler sur le feu, de Joe Sacco (Futuropolis)
- The Summer Hikaru Died t. 4, de Mokumokuren (Pika)
- Terrible, de Gaël Henry (Dupuis)
- Les Travailleurs de la mer, de Michel Durand d’après Victor Hugo (Glénat)
- La Vie pleine de joie du triste chien Cornelius, de Marc Toricès (Actes Sud)
- Void Rivals t. 1, de Robert Kirkman et Lorenzo De Felici (Urban Comics)
- Walicho, de Sole Otero (Çà et là)

##### SélectionPrix du PublicFrance Télévisions
- Au-dedans, de Will McPhail (404 Graphic), traduit par Basile Béguerie
- Ballades, de Camille Potte (Atrabile)
- Dementia 21 T.2 de Shintaro Kago (Huber), traduit par Baptiste Neveux
- Deux filles nues, de Luz (Albin Michel)
- En territoire ennemi, de Carole Lobel (L'Association)
- Immatériel, de Jérôme Dubois (Cornélius)
- Impénétrable, d’Alix Garin (Le Lombard)
- Les Météores, de Jean-Christophe Deveney, scénario et Tommy Redolfi, dessin, couleur (Delcourt)

##### Sélection Patrimoine
- Come over, come over, de Lynda Barry (Çà et là)
- Eerie & Creepy présentent Alex Toth, d’Alex Toth (Delirium)
- Garçonnes, de Trina Robbins (Bliss)
- Le Monde qui n’est pas, de Frank Tashlin (Éditions du Sonneur)
- Pepito t. 3, de Luciano Bottaro (Cornélius)
- Quand souffle le vent, de Raymond Briggs (Tanibis)
- Scorchy Smith, de Noel Sickles (Barbier)

##### Sélection Jeunesse
- Boris, Babette et tous les squelettes, de Tanja Esch (Nathan)
- Le Caillou, de Joachim Hérissé et Marion Bulot (Dargaud)
- Chaton mignon t. 1, de Mason Dickerson (Gallimard)
- La Cuisine des ogres, de Fabien Vehlmann et Jean-Baptiste Andréae (Rue de Sèvres)
- The Deep Dark, de Molly Knox Ostertag (Kinaye)
- Elliot au collège t. 3, de Théo Grosjean (Dupuis)
- Émilie Kado et le secret des araignées, d’Antoine Dodé (Éditions de la Gouttière)
- La Grande Aventure de Pépik, de Pavel Cech (Éditions L’Œuf)
- Gosse t. 2, de Lucas Méthé (Dupuis)
- Jusqu’ici tout va bien, de Nicolas Pitz, d’après Gary D. Schmidt (Rue de Sèvres)
- Lili met les voiles, de Clara Hervé (Biscoto)
- Luca, vétérinaire draconique t. 1, de Yuna Hirasawa (Glénat)
- Magda, cuisinière intergalactique t. 3, de Nicolas Wouters et Mathilde Van Gheluwe (Sarbacane)
- Les Merveilles, de Marta Cunill (Bang)
- Rebis, d’Irene Marchesini et Carlotta Dicataldo (Le Lombard)
- Retour à Tomioka, de Laurent Galandon et Michaël Crouzat (Jungle)
- Rwama t. 1, de Salim Zerrouki (Dargaud)
- Silence t. 2, de Yoann Vornière (Kana)

##### Sélection Polar SNCF
- Les Âmes noires, de Aurélien Ducoudray et Fred Druart (Dupuis)
- À mourir dans les bras de ma nourrice, de Mark Eacersall, Henri Scala et Raphaël Pavard (Glénat)
- Autreville, de David De Thuin (Sarbacane)
- The Good Asian, de Pornsak Pichetshote et Alexandre Tefenkgi (Komics Initiative)
- Phantom Road, de Jeff Lemire et Gabriel H. Walta (Panini Comics)
- Revoir Comanche, de Romain Renard (Le Lombard)
- Vénus privée, de Giorgio Scerbanenco et Paolo Bacilieri (Ici même)

##### Sélection Éco-Fauve Raja
- Alyte, de Jérémie Moreau (2024)
- Au loup !, de Troubs (Rackham)
- Le Bruit de l’eau, de Alain Bujak et Laurent Bonneau (Futuropolis)
- Tepe, la colline, de Firat Yasa (Çà et là)
- Terra Animalia, de Patrick Mallet et Tom Tirabosco (La Joie de lire)
- Vert de rage, les enfants du plomb, de Martin Boudot et Sébastien Piquet (Michel Lafon)
- Zone critique, de Philippe Squarzoni, d’après Bruno Latour (La Découverte-Delcourt)

#### Prix découvertes

##### Prix des écoles - Ville d'Angoulême
- Anne-Catherine Ott et Isabelle Bauthian, pour Léonarde T1 La barbe du Houéran (Drakoo)

##### Prix des collèges
- Yann Cozic pour Mardival (Glénat)

##### Prix des Lycées
- Carole Maurel et Marie Bardiaux-Vaïente, pour Bobigny 72 (Glénat)

##### Prix Konishi
- Yohan Leclerc pour Les saisons d'Ohgishima (Glénat) de Kan Takahama.

## Autres prix
- Prix Tournesol : Ce que je sais de Rokia de Francesca Vartuli et Quitterie Simon, Futuropolis[4]

## Expositions
- L'Atelier des sorciers : la plume enchantée de Kamome Shirahama

Exposition dédiée à la série de la mangaka Kamome Shirahama.
- La BD règle ses contes

Exposition dédiée aux contes en bande dessinée.
- Constellation graphique

Exposition consacrée à neuf autrices d'avant-garde espagnole.
- Gou Tanabe × H. P. Lovecraft : visions hallucinées

Exposition dédiée à la série adaptée de Lovecraft du mangaka Gō Tanabe.
- Hyper BD : une exposition dont vous êtes les héro·ïne·s

Exposition consacrée aux coulisses de la création actuelle.
- Julie Birmant : Les Herbes folles

Exposition dédiée à la série Les Herbes folles de Clément Oubrerie et Julie Birmant.
- Posy Simmonds : Herself

Exposition consacrée à l'autrice britannique Posy Simmonds.
- Superman, le héros aux mille-et-une vies

Exposition dédiée au super-héros Superman.
- Vinland saga : une quête d'identité

Exposition dédiée à la série du mangaka Makoto Yukimura.